# Tocra

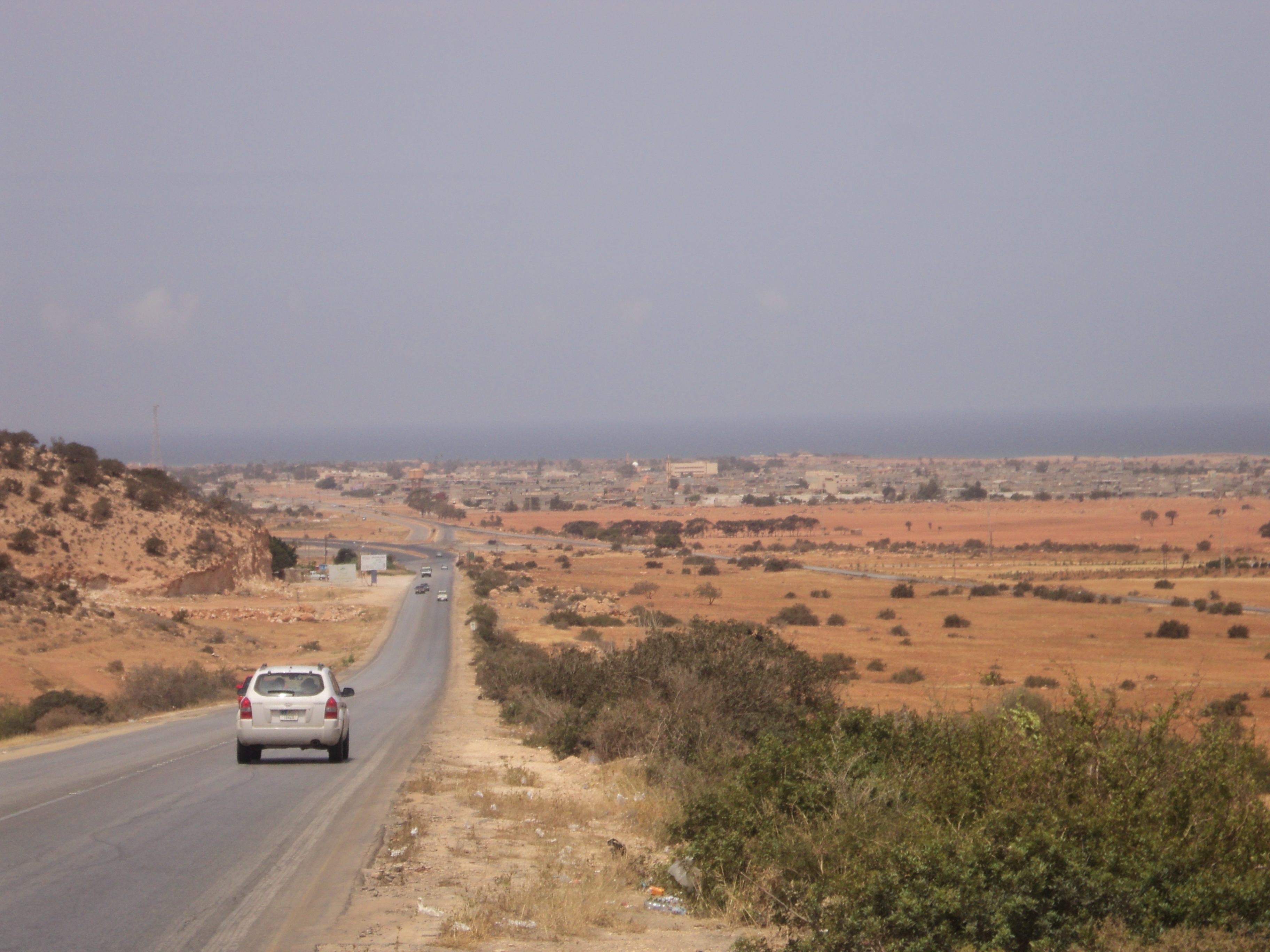
Vista de Tocra desde una carretera.

Tocra  o Tukrah (en árabe: توكرة), la Tauquira griega (griego antiguo Ταύχειρα,  (también Teuchira) o Τεύχειρα) Plinio el Viejo, en Historia Natural V,5 la llama Arsínoe Ἀρσινόη, es una ciudad costera libia del antiguo reino griego de Cirenaica. Fue fundada por la ciudad de Cirene y formaba parte de la Pentápolis de Libia (literalmente, cinco ciudades) de dicho reino. 
Se hallaba a 200 estadios al oeste de Ptolemaida y a unos 20 km  de la ciudad de Barca. Bajo la Dinastía Ptolemaica su nombre era Arsínoe (Arsinoë), llamada así por Ptolomeo II, en honor de su hermana y esposa Arsínoe II. Durante el Imperio romano fue una colonia (Tabula Peutingeriana).
Fue fortificada por Justiniano I. Arsínoe fue particularmente célebre por el culto dispensado a la diosa Cibeles, en cuyo honor se celebraba un festival anual. Es la misma ciudad a la que erróneamente Diodoro Sículo designa con el nombre de Τάριχα. Aún hoy es llamada Tochira.
Entre 1983 e 1987, fue capital del distrito de Tocra.